# Roupala brachybotrys
Espèce
Synonymes
- Roupala brachybotrys var. brachybotrys[1]

Statut de conservation UICN

 LC  : Préoccupation mineure
Roupala brachybotrys est une espèce de plantes à fleurs de la famille des Proteaceae endémique de l'Équateur.

## Publication originale
- Contributions from the Gray Herbarium of Harvard University 81: 86. 1928.